# 내가 사랑했다
내가 사랑했다는 1982년에 공개된 대한민국의 영화이다.

## 배역
- 이미숙 : 남미리 역
- 이영하 : 하빈 역
- 신성일 : 권기표 역
- 김영애 : 강혜인 역
- 남궁원
- 윤일봉
- 김애경
- 장혁
- 이해룡
- 진봉진